# 룩스 에테르나
룩스 에테르나(Lux Aeterna)는 프랑스에서 제작된 가스파 노에 감독의 2019년 드라마 영화이다. 샤를로뜨 갱스부르 등이 주연으로 출연하였다.

## 출연

### 주연
- 샤를로뜨 갱스부르
- 베아트리스 달